# 자수 '상궁청신녀'명 연화봉황문 방석
자수 '상궁청신녀'명 연화봉황문 방석(刺繡 ‘상궁청신녀’銘 蓮花鳳凰文 方席)은 서울특별시 송파구 서울공예박물관에 있는 조선시대의 방석이다. 2019년 2월 14일 서울특별시의 유형문화재 제441호로 지정되었다.

## 지정 사유
'상궁청신녀 임인생 리씨정희행 생전무병소원 사후왕생극락발원' 명문에 의해, 임인생(1842년 경) 상궁이 무병장수와 영생극락을 기원하여 제작한 것을 알 수 있다.
자수의 솜씨나 바느질이 소박한 편이나, 방석의 형식이나 문양의 소재가 복온공주의 길례용 궁중 양식의 방식과 유사하게 궁중의 수방나인이 제작한 것으로 여겨지는 등 공예사적으로 의미를 지니다.

## 조사보고서
<자수 '상궁청신녀'명 연화봉황문 방석>은 가운데 홍색 용문단의 십장생 위에 연화봉황무늬를, 가장 자리 녹색 공단에는 모란당초와 연화당초를 배치한 전형적인 형식에 "상궁청신녀" 등의 명문을 수놓은 작품이다.
본 유물의 명문은 "상궁청신녀 임인생 리씨정희행 생전무병소원 사후왕생극락발원"이라고 수놓여 있어, 제작자와 제작시기 및 제작목적의 추정이 어느 정도 가능하다. 우선 제작자는 상궁이며 '청신녀'라 부르고 법명은 '정희행'이어서 불교 신자임을 알 수 있다. 다음 '임인생'이라는 명문으로 미루어 보아 그녀가 태어난 해는 1782년, 1842년, 1902년이며, 본 유물이 19세기 초 순조와 순원왕후의 둘째딸인 복온공주(福溫公主, 1818 ~ 1832)가 길례 때 사용한 방석과 유사하나 좀더 도식화된 점으로 미루어볼 때 1842년생으로 추정된다. 한편 제작목적의 경우 "생전무병소원"과 "사후왕생극락발원"이라고 수놓고 있어, 불법에 귀의하여 부처에게 보시한 작품으로 여길 수 있다.
본 유물의 자수 소재는 가운데 부분과 가장자리가 각기 다르다. 홍색 용문단을 바탕으로 삼은 가운데 부분의 하단에는 오색 물결, 수파, 영지, 바위 등의 십장생문양을 배치하고 중앙부분에 3송이의 연꽃이 피어오르고, 그 좌우로 매화꽃이 활짝 핀 위에 1쌍의 봉황이 마주 서있는 모습이 포치되어 있다. 녹색 단을 바탕으로 삼은 가장자리 부분은 상하에는 3송이 연꽃과 2개의 연밥이 당초와 어우러진 연당초 문양이고, 좌우에는 모란꽃 3송이를 장식적인 잎사귀로 둘러싸 보문(寶紋)처럼 묘사한 문양이다. 자수는 자릿수와 자련수를 사용하여 소박하게 수놓았고, 징금수로 선적인 표현을 강조하고 있다.
본 유물은 복온공주의 길례용 자수방석과 소재의 배치나 자수의 무늬 및 형태가 대체로 유사하여 궁중자수의 일종이라 여겨진다. 다만 도안은 딱딱하고 경직되어 있고 금사나 자수실의 꼬임이 약하고 자수기법의 숙련도는 소박한 편이어서 궁중자수의 다양한 수준을 확인할 수 있는 자료이다.
본 유물은 명문에 의해 임인생(1842년경) 상궁이 무병장수와 영생극락을 부처에게 발원 제작한 것으로, 제작자와 제작시기를 알 수 있고, 방석의 형식이나 문양의 소재가 복온공주의 길례용 궁중방석과 양식적으로 유사하다. 그러나 솜씨는 소박한 편이어서 궁중자수의 일면을 확인할 수 있는 등 공예사적으로 의미를 지녀 지정문화재로서의 가치가 충분하다고 판단된다.

## 참고 문헌
- 자수 '상궁청신녀'명 연화봉황문 방석 - 국가유산청 국가유산포털